# SD選書
SD選書 は鹿島出版会で出版されている建築・建築史を軸とした選書シリーズ。
1965年に発足、国内外の建築家・都市研究者の論考・伝記を広く紹介する役割を果たしている。芸術学・美術史関連もある。
創刊時から20数年間は、箱入りだったが、現在は再版も含めカバー装での刊行。 
- ル・コルビュジエ『建築をめざして』
- ル・コルビュジエ『輝く都市』
- ロバート・ヴェンチューリ『建築の多様性と対立性』

他にフランク・ロイド・ライト関連など、建築における重要な文献が多くあり、一般に建築書は高価だが、選書なので価格も抑えられている。
書下ろしもあるが、近年は同社の再編や新装版が多く、刊行も不定期で年に数冊(5冊以下)、未刊行だった年もある。

## 選書一覧
※欠番は品切ないし絶版、下記一覧にも品切・絶版は含む。
1 『現代デザイン入門』 勝見勝著

5 『日本デザイン論』 伊藤ていじ著

6 『ギリシア神話と壷絵』 澤柳大五郎著
 
7 『フランク・ロイド・ライト』 谷川正己著

9 『素材と造形の歴史』 山本学治著

11 『コミュニティとプライバシイ』 S.シャマイエフ、C.アレグザンダー共著 岡田新一訳

12 『新桂離宮論』 内藤昌著

14 『現代絵画の解剖』 木村重信著

15 『ユルバニズム』 ル・コルビュジエ著 樋口清訳

17 『私と日本建築』 アントニン・レーモンド著 三沢浩訳

19 『芸術空間の系譜』 高階秀爾著

20 『今日の装飾芸術』 ル・コルビュジエ著 前川國男訳

21 『建築をめざして』 ル・コルビュジエ著 吉阪隆正訳

22 『メガロポリス』 J.ゴッドマン著 木内信蔵、石水照雄共訳

23 『日本の庭園』 田中正大著

25 『都市形成の歴史』 A.コーン著 星野芳久訳

27 『イタリアの美術』 A.ブラント著 中森義宗訳

28 『明日の田園都市』 E.ハワード著 長素連訳

33 『輝く都市』 ル・コルビュジエ著 坂倉準三訳

34 『アルヴァ・アアルト』 武藤章著

36 『カテドラルを建てた人々』 J.ジャンベル著 飯田喜四郎訳

37 『日本建築の空間』 井上充夫著

41 『都市文明の源流と系譜』 藤岡謙二郎著

42 『道具考』 榮久庵憲司著　

43 『ヨーロッパの造園』 岡崎文彬著

44 『未来の交通』 ハル・ヘルマン著　岡寿麿訳

46 『キュビズムへの道』 D.H.カーンワイラー著　千足伸行訳

49 『住宅論』 篠原一男著

52 『東照宮』 大河直躬著

56 『環境とデザイン』 G.エクボ著 久保貞訳

58 『新しい都市の人間像』 R.イールズ、C.ワルトン著 木内信蔵監訳

59 『京の町家』 島村昇他著

60 『都市問題とは何か』 レイモンド・バーノン著　片桐達夫訳

61 『住まいの原型Ⅰ』 泉靖一・吉坂隆正ほか著

66 『天上の館』 ジョン・サマーソン著　鈴木博之訳

67 『木の文化』 小原二郎著

71 『現代建築事典』 W.ペーント編　浜口隆一、神代雄一郎日本語版監修

72 『ヴィラール・ド・オヌクールの画帖』 藤本康雄著

75 『部族社会の芸術家』 M.W.スミス著 木村重信、岡村和子共訳

76 『キモノ・マインド』 バーナード・ルドフスキー著 新庄哲夫訳

77 『住まいの原型II』 吉阪隆正ほか著

78 『実存・空間・建築』 クリスチャン・ノルベルグ＝シュルツ著 加藤邦男訳

81 『爆発するメトロポリス』 W.H.ホワイトJr.他共著 小島将志訳

82 『アメリカの建築とアーバニズム （上）』 ヴィンセント・スカーリー著 香山壽夫訳

83 『アメリカの建築とアーバニズム （下）』 同上

85 『アーバン・ゲーム』 M.ケンツレン著 北原理雄訳

87 『日本の公園』 田中正大著

89 『江戸建築と本途帳』 西和夫著

95 『建築とは何か』 ブルーノ・タウト著 篠田英雄訳 長谷川堯解説

98 『都市の景観』 G.カレン著 北原理雄訳

100『都市空間と建築』　U.コンラーツ著　伊藤哲夫訳

102 『アテネ憲章』 ル・コルビュジエ著 吉阪隆正編訳

106 『光の死』 ハンス・ゼーデルマイヤ著 森洋子訳

111 『モデュロールⅠ』 ル・コルビュジエ著 吉阪隆正訳

112 『モデュロールⅡ』 ル・コルビュジエ著 吉阪隆正訳

113 『建築の史的原型を探る』 ブルーノ・ゼーヴィ著 鈴木美治訳

114 『ロマネスク （上）』 アンリ・フォシヨン著 神沢栄三、長谷川太郎、高田勇、加藤邦男共訳

115 『ロマネスク （下）』 同上

116 『ゴシック （上）』 アンリ・フォション著 神沢栄三、長谷川太郎、高田勇、加藤邦男共訳

117 『ゴシック （下）』 同上

118 『アメリカ大都市の死と生』 J.ジェコブス著 黒川紀章訳
 
119 『遊び場の計画』 R.ダットナー著 神谷五男、松代真理共訳

120 『人間の家』 ル・コルビュジエ著 西澤信治訳

121 『街路の意味』　竹山実著
 
122 『パルテノンの建築家たち』　R.カーペンター著 松島道也訳
 
123 『ライトと日本』 谷川正己著

124 『空間としての建築 （上）』 ブルーノ・ゼーヴィ著 栗田勇訳

125 『空間としての建築 （下）』 同上

126 『かいわい 　日本の都心空間』　材野博司著

127 『歩行者革命』　S.ブライネス、W.J.ディーン著　岡並木監訳

128 『オレゴン大学の実験』 クリストファー・アレグザンダー著 宮本雅明訳 西川幸治解説

129 『都市はふるさとか』 F.レンツローマイス著 武基雄、伊藤哲夫共訳

130 『建築空間　尺度について』 P.ブドン著 中村貴志訳

131 『アメリカ住宅論』 ヴィンセント・スカーリーJr.著 長尾重武訳

132 『タリアセンへの道』 谷川正己著

133 『建築VSハウジング』 M.ポウリー著 山下和正訳

134 『思想として建築』 栗田勇著

135 『人間のための都市』 パウルハンス・ペータース著 河合正一訳

136 『都市憲章』 磯村英一著

137 『巨匠たちの時代 　私説近代建築』　レイナー・バンハム著 山下泉訳

138 『三つの人間機構』 ル・コルビュジエ著 山口知之訳

139 『インターナショナル・スタイル』 H.R.ヒチコック、P.ジョンソン共著 武沢秀一訳

140 『北欧の建築』 S.E.ラスムッセン著 吉田鉄郎訳

141 『続 建築とは何か』 ブルーノ・タウト著 篠田英雄訳

142 『四つの交通路』 ル・コルビュジエ著 井田安弘訳

143 『ラスベガス 忘れられたシンボリズム』 ロバート・ヴェンチューリ、D.ブラウン、S.アイゼナワー共著 石井和紘、伊藤公文共訳

144 『ル・コルビュジエ』 チャールズ・ジェンクス著 佐々木宏訳

145 『デザインの認識』 R.ソマー著 加藤常雄訳

146 『鏡　虚構の空間』 由水常雄著

147 『イタリア都市再生の論理』 陣内秀信著

148 『東方への旅』 ル・コルビュジエ著 石井勉訳

149 『建築鑑賞入門』 W.W.コーディル、W.M.ペニヤ、P.ケノン共著 六鹿正治訳

150 『近代建築の失敗』 P.ブレイク著 星野郁美訳

151 『文化財と建築史』 関野克著

152 『日本の近代建築（上）―その成立過程』　稲垣栄三著

153 『日本の近代建築（下）―その成立過程』　同上

154 『住宅と宮殿』 ル・コルビュジエ著 井田安弘訳

155 『イタリアの現代建築』 V.グレゴッティ著 松井宏方訳

156 『バウハウス -その建築造型理念-』 杉本俊多著

157 『エスプリ・ヌーヴォー [近代建築名鑑]』 ル・コルビュジエ著 山口知之訳

158 『建築について（上）』 フランク・ロイド・ライト著、谷川睦子、谷川正己共訳

159 『建築について（下）』 同上

160 『建築形態のダイナミクス（上）』 ルドルフ・アルンハイム著、乾正雄訳
 
161 『建築形態のダイナミクス（下）』　同上

162 『見えがくれする都市 -江戸から東京へ-』 槇文彦、若月幸敏、大野秀敏、高谷時彦共著

163 『街の景観』 G.パーク著 長素連、長もも子共訳

164 『環境計画論』 田村明著

165 『アドルフ・ロース』　伊藤哲夫著

166 『空間と情緒』　箱崎総一著

167 『水空間の演出』 鈴木信宏著

168 『モラリティと建築』 D.ワトキン著 榎本弘之訳

169 『ペルシア建築』 A.U.ポープ著 石井昭訳

170 『ブルネッレスキ　ルネサンス建築の開花』　G.C.アルガン著　浅井朋子訳

171 『装置としての都市』 月尾嘉男著

172 『建築家の発想』 石井和紘著

173 『日本の空間構造』 吉村貞司著

174 『建築の多様性と対立性』 ロバート・ヴェンチューリ著 伊藤公文訳

175 『広場の造形』 カミロ・ジッテ著 大石敏雄訳

176 『西洋建築様式史（上）』 F.バウムガルト著 杉本俊多訳

177 『西洋建築様式史（下）』 同上

178 『木のこころ』 G.ナカシマ著 神代雄一郎、佐藤由巳子共著

179 『風土に生きる建築』　若山滋著
 
180 『金沢の町家』 島村昇著

181 『ジュゼッペ・テッラーニ』 ブルーノ・ゼーヴィ編 鵜沢隆訳

182 『水のデザイン』 D.ベーミングハウス著 鈴木信宏訳

183 『ゴシック建築の構造』　ロバート・マーク、飯田喜四郎訳 

184 『建築家なしの建築』 バーナード・ルドフスキー著 渡辺武信訳

185 『プレシジョン（上）－ 新世界を拓く建築と都市計画』 ル・コルビュジエ著 井田安弘、芝優子共訳

186 『プレシジョン（下）－ 新世界を拓く建築と都市計画』 同上

188 『環境照明のデザイン』 石井幹子著

189 『ルイス・マンフォード』 木原武一著

190 『「いえ」と「まち」 -住宅集合の論理-』 鈴木成文著

191 『アルド・ロッシ自伝』 アルド・ロッシ著 三宅理一訳

192 『屋外彫刻 -オブジェと環境-』 M.A.ロビネット著 千葉成夫訳

193 『「作庭記」からみた造園』 飛田範夫著

194 『トーネット曲木家具』 K.マンク著・宿輪吉之典訳

195 『劇場の構図』 清水裕之著

196 『オーギュスト・ペレ』 吉田鋼市著

197 『アントニオ・ガウディ』 鳥居徳敏著

198 『インテリアデザインとは何か』 三輪正弘著

199 『都市住居の空間構成　住居における空間連結手法の研究』　東孝光著

200 『ヴェネツィア -都市のモンテクストを読む-』 陣内秀信著

201 『自然な構造体』 F.オットー他著 岩村和夫訳

202 『椅子のデザイン小史 -様式からポストモダンへ-』 大廣保行著

203 『都市の道具』 GK研究所、榮久庵祥二著

204 『ミース・ファン・デル・ローエ』 D.スペース著 平野哲行訳

205 『表現主義の建築（上）』 W.ペーント著 長谷川章訳

206 『表現主義の建築（下）』 同上

207 『カルロ・スカルパ』 A.F.マルチャノ編 浜口オサミ訳

208 『都市の街割』 材野博司著

209 『日本の伝統工具』 土田一郎著 秋山実写真

210 『まちづくりの新しい理論』 クリストファー・アレグザンダー他著 難波和彦監訳

211 『建築環境論』 岩村和夫著

212 『建築計画の展開 -プログレム・シーキング-』 W.M.ペニヤ著 本田邦夫訳

213 『スペイン建築の特質』 F.チュエッカ・ゴイティア著 鳥居徳敏訳

214 『アメリカ建築の巨匠たち』 P.ブレイク他著 小林克弘、熊倉洋介共訳

215 『行動・文化とデザイン』 清水忠男著

216 『環境デザインの思想』 三輪正弘著

217 『ボッロミーニ』 G.C.アルガン著 長谷川正允訳

218 『ヴィオレ・ル・デュク -歴史再生のラショナリスト-』 羽生修二著

219 『トニー・ガルニエ』 吉田鋼市著

220 『住環境の都市形態』 P.パヌレ、J.カステス、J.C.ドゥポール共著 佐藤方俊著

221 『古典建築の失われた意味』 C.ハーシー著 白井秀和訳

222 『パラディオへの招待』 長尾重武著

223 『ディスプレイデザイン』 魚成祥一郎監修 清家清序文

224 『芸術としての建築』 S.アバークロンビー著 白井秀和訳

225 『フラクタル造形』 三井秀樹著

226 『ウィリアム・モリス -近代デザインの原点-』 藤田治彦著

227 『エーロ・サーリネン』 穂積信夫著

228 『都市デザインの系譜』 相田武文、土屋和男共著

229 『サウンドスケープ -その思想と実践-』 鳥越けい子著

230 『風景のコスモロジー』 吉村元男著

231 『庭園から都市へ -シークエンスの日本-』 材野博司著

232 『都市・住宅論』 東孝光著

233 『ふれあい空間のデザイン』 清水忠男著

234 『さあ横になって食べよう -忘れられた生活様式-』 バーナード・ルドフスキー著 多田道太郎監修 奥野卓司訳

235 『間(ま) -日本建築の意匠』 神代雄一郎著

236 『都市デザイン -野望と誤算-』 ジョナサン・バーネット著・兼田敏之訳

237 『建築家・吉田鉄郎の「日本の住宅」』 吉田鉄郎著 近江榮監修 向井覚、大川三雄、田所辰之助共著

238 『建築家・吉田鉄郎の「日本の建築」』 吉田鉄郎著 薬師寺厚訳

239 『建築家・吉田鉄郎の「日本の庭園」』 吉田鉄郎著 近江榮監修 大川三雄、田所辰之助共訳

240 『建築史の基礎概念』 パウル・フランクル著 香山壽夫訳

241 『アーツ・アンド・クラフツの建築』 片木篤著

242 『ミース再考 -その今日的意味-』 ケネス・フランプトン著、澤村明訳

243 『山本学治建築論集1　歴史と風土の中で』 茂木計一郎ほか編

244 『山本学治建築論集2　造型と構造と』 同編

245 『山本学治建築論集3　創造するこころ』 同編

246 『アントニン・レーモンドの建築』 三沢浩著

247 『神殿か獄舎か』 長谷川堯著

248 『ルイス・カーン建築論集』 前田忠直編訳

249 『映画に見る近代建築　デザイニング・ドリーム』 D・アルブレヒト著、萩正勝訳

250 『様式の上にあれ 村野藤吾著作選』

251 『コラージュ・シティ』 コーリン・ロウ、フレッド・コッター共著、渡辺真理訳

252 『記憶に残る場所』 D.リンドン、C.W.ムーア共著、有岡孝訳

253 『エスノ・アーキテクチュア』 太田邦夫著

254 『時間の中の都市　内部の時間と外部の時間』 ケヴィン・リンチ著、東京大学大谷幸夫研究室訳

255 『建築十字軍　アカデミーの黄昏』 ル・コルビュジエ著、井田安弘訳

256 『機能主義理論の系譜』 エドワード・R・デ・ザーコ著、山本学治・稲葉武司訳

257 『都市の原理』 ジェイン・ジェイコブズ著、中江利忠・加賀谷洋一訳

258 『建物のあいだのアクティビティ』 ヤン・ゲール著、北原理雄訳

259 『人間主義の建築　趣味の歴史をめぐる一考察』 ジェフリー・スコット著、邉見浩久・坂牛卓監訳

260 『環境としての建築　建築デザインと環境技術』 レイナー・バンハム著、堀江悟郎訳

261 『パタン・ランゲージによる住宅の生産』 クリストファー・アレグザンダー著、中埜博監訳

262 『褐色の三十年　アメリカ近代芸術の黎明』 ルイス・マンフォード著、富岡義人訳

263 『形の合成に関するノート／都市はツリーではない』 クリストファー・アレグザンダー著、稲葉武司・押野見邦英訳

264 『建築美の世界　鑑賞・分析・比較』 井上充夫著

265 『劇場空間の源流』 本杉省三著

266 『日本の近代住宅』 内田青藏著

267 『個室の計画学』 黒沢隆著、同研究会編

268 『メタル建築史　もうひとつの近代建築史』 難波和彦著

269 『丹下健三と都市』 豊川斎赫著

270 『時のかたち　事物の歴史をめぐって』 ジョージ・クブラー著、中谷礼仁・田中伸幸訳

271 『アーバニズムのいま』 槇文彦著

272 『庭と風景のあいだ』 宮城俊作著

273 『共生の都市学』 團紀彦著

274 『ルドルフ・シンドラー』 デヴィッド・ゲバード著、末包伸吾訳

275 『堀口捨己の世界』 藤岡洋保著

276 『戦間期の国際建築』 ケン・タダシ・オオシマ著、田中厚子訳